# バーンク・バーン
バーンク・バーン（Bánk bán, 生没年不詳）は、13世紀のハンガリー王国の貴族。ハンガリー王アンドラーシュ2世の妃ゲルトルード殺害で有名な人物である。「バーンクというバーン（総督）」の意味。
バーンクはクロアチア＝スラヴォニア総督を経て、1212年/13年にハンガリーの副王に就いた。当時、チロルのメラーノ出身の王妃ゲルトルードはアンドラーシュ2世が遠征で国を留守にしている間、外国人の廷臣を取り巻きにして贅沢三昧の生活を送っていた。ゲルトルードが集めた外国人は政務も司り、愛国的なマジャール人の廷臣は不満を抱いていた。1213年にアンドラーシュのガリツィア遠征中に決行されたゲルトルード暗殺には、宮廷から遠ざけられていたバーンクも加わっていた。バーンクらの行為は愛国的なものと見做されたが処罰を受けなければならず、バーンクは地位と領地を没収された。その後、バーンクはクロアチア＝スラヴォニア総督に復職した。
19世紀に入ってバーンクの愛国的・民族愛的行為は再評価を受け、オーストリアのフランツ・グリルパルツァーらハンガリー内外の作家が彼の生涯を基にした作品を発表した。これらの中でも1814年にカトナ・ヨージェフが発表した戯曲『バーンク・バーン』は最も有名な作品であるが、数百年にわたって外国の支配を受けているハンガリーの情勢を反映した戯曲は長年にわたって公演が禁止されていた。カトナの『バーンク・バーン』は1861年にエルケル・フェレンツによってオペラ化され、ハンガリーの国民的行事ではエルケルの『バーンク・バーン』が上演されている。